# 도하니 거리 시나고그

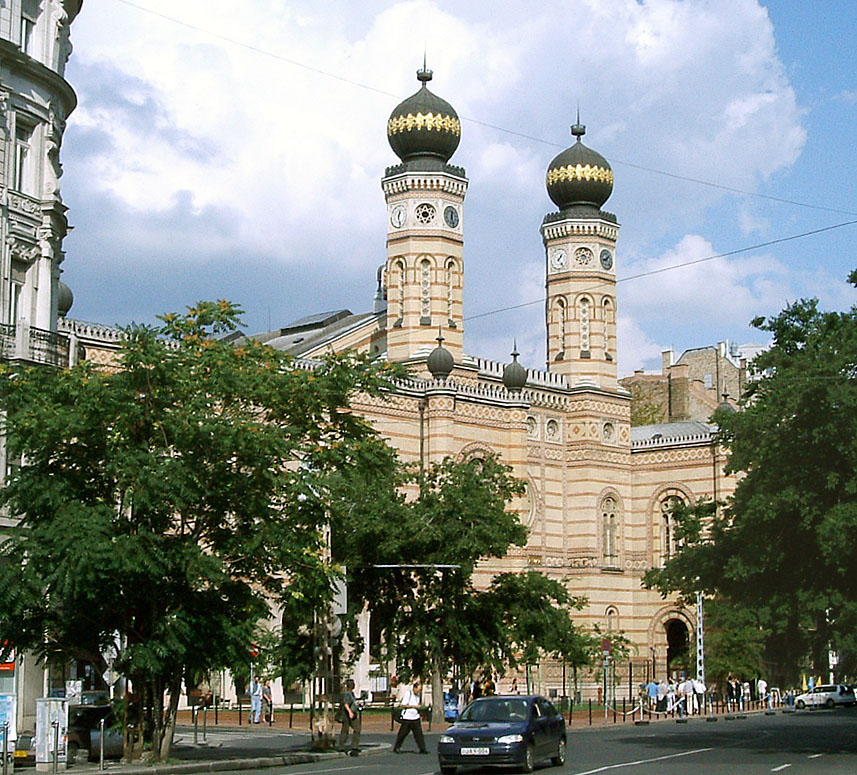
도하니 거리 시나고그

도하니 거리 시나고그(헝가리어: Dohány utcai zsinagóga)는 헝가리 부다페스트 도하니 거리에 있는 시나고그다. 3,000명을 수용할 수 있는 유럽에서 가장 큰 시나고그다.